# Otto Kinne
Otto Kinne (* 30. August 1923 in Bremerhaven; † 3. März 2015 in Oldendorf (Luhe)) war ein deutscher Meeresbiologe, der sich mit Meeresökologie, Zoologie, Physiologie von Meerestieren, Gewässerverschmutzung sowie Problemen der Bioethik befasste und 1984 mit der Karl Ritter von Frisch-Medaille der Deutschen Zoologischen Gesellschaft (DZG) ausgezeichnet wurde.

## Leben
Nach dem Abitur absolvierte er ein Studium der Zoologie, Botanik und Meereskunde an der Christian-Albrechts-Universität zu Kiel und legte dort am 19. März 1952 seine Promotion zum Doktor der Naturwissenschaften mit einer Dissertation zum Thema „Experimentelle Untersuchungen zur Biologie, Ökologie und Physiologie von Gammarus duebeni LILIJ : Ein Beitrag zur Kenntnis d. Brackwasserorganismen“ ab.
Im Anschluss war er Wissenschaftlicher Assistent an der Universität Kiel, an der 1956 auch seine Habilitation mit einer Habilitationsschrift zum Thema „Über den Einfluß des Salzgehaltes und der Temperatur auf Wachstum, Form und Vermehrung bei dem Hydroidpolypen Cordylophora caspia <Pallas>, Thecata, Clavidae : 1. Mitteilg über den Einfluss des Salzgehaltes auf Wachstum u. Entwicklg mariner, brackwasseriger und limnologischer Organismen“ erfolgte. Nach einer einjährigen Tätigkeit als Gastwissenschaftler an der Zoologischen Fakultät der University of California, Los Angeles (UCLA) wurde er 1958 zunächst Assistant Professor und danach von 1960 bis 1962 Associate Professor an der University of Toronto.
Nach seiner Rückkehr nach Deutschland 1962 wurde Kinne Verwaltungsdirektor und Professor der Biologischen Anstalt Helgoland und war dort bis 1984 tätig. In dieser Funktion war er auch Veranstalter von meeresbiologischen Symposien und leitete den Festakt anlässlich des 75-jährigen Bestehens der Anstalt 1967. 1967 erfolgte darüber hinaus seine Berufung zum Professor an der Christian-Albrechts-Universität zu Kiel.
1979 gründete er Inter-Research, ein internationales Zentrum für Forschung und wissenschaftliche Veröffentlichungen in Oldendorf (Luhe) sowie 1984 ein Internationales Ökologisches Institut (International Ecology Institute), deren Direktor er seither ist. Außerdem gründete er die internationalen Fachzeitschriften Marine Biology, Marine Ecology Progress Series, Diseases of Aquatic Organisms, Climate Research, Aquatic Microbial Ecology und Ethics in Science and Environmental Politics.
Darüber hinaus war er 1992 Gründer der Otto Kinne-Stiftung, die Stipendien an junge Ökologen aus Russland, der Gemeinschaft Unabhängiger Staaten sowie Osteuropa vergibt. Zwischen 1992 und 2001 war er Präsident der Nathanael-Pringsheim-Gesellschaft zur Förderung der Biologischen Anstalt Helgoland e. V. in Hamburg.
Aus Besorgnis über schädliche Tendenzen in der anthropogenen Umweltzerstörung war er 1998 auch Gründer der Internationalen Ökoethischen Union.

## Veröffentlichungen und Auszeichnungen
Neben seiner Lehr- und Forschungstätigkeit veröffentlichte er auch einige Fachbücher wie „Cultivation of marine organisms and its importance for marine biology“ (1973), „Protection of life in the sea“ (1980), „Diseases of marine animals“ (5 Bände, 1980–1990), „Diseases of marine organisms“ (1984), „Suchen im Park : Ringen um ein neues Weltverständnis“ (1996) sowie „Electronic publishing in science : changes and risks“ (1999).
Für seine auf dem Gebiet der Meeres- und Meeresökologie wurde ihm 1984 die Karl Ritter von Frisch-Medaille der Deutschen Zoologischen Gesellschaft verliehen.
Otto Kinne wurde außerdem Korrespondierendes Mitglied der Nationalen Akademie der Wissenschaften von Indien, Ehrenmitglied der Marine Biological Association des Vereinigten Königreiches, Honorarprofessor der Biologischen Abteilung der Nationalen Akademie der Wissenschaften der Ukraine (2003), Ehrenmitglied der Russischen Hydrobiologischen Gesellschaft sowie Ehrenmitglied der Fernostabteilung des Meeresbiologischen Instituts der Russischen Akademie der Wissenschaften (2004).